# Duplice

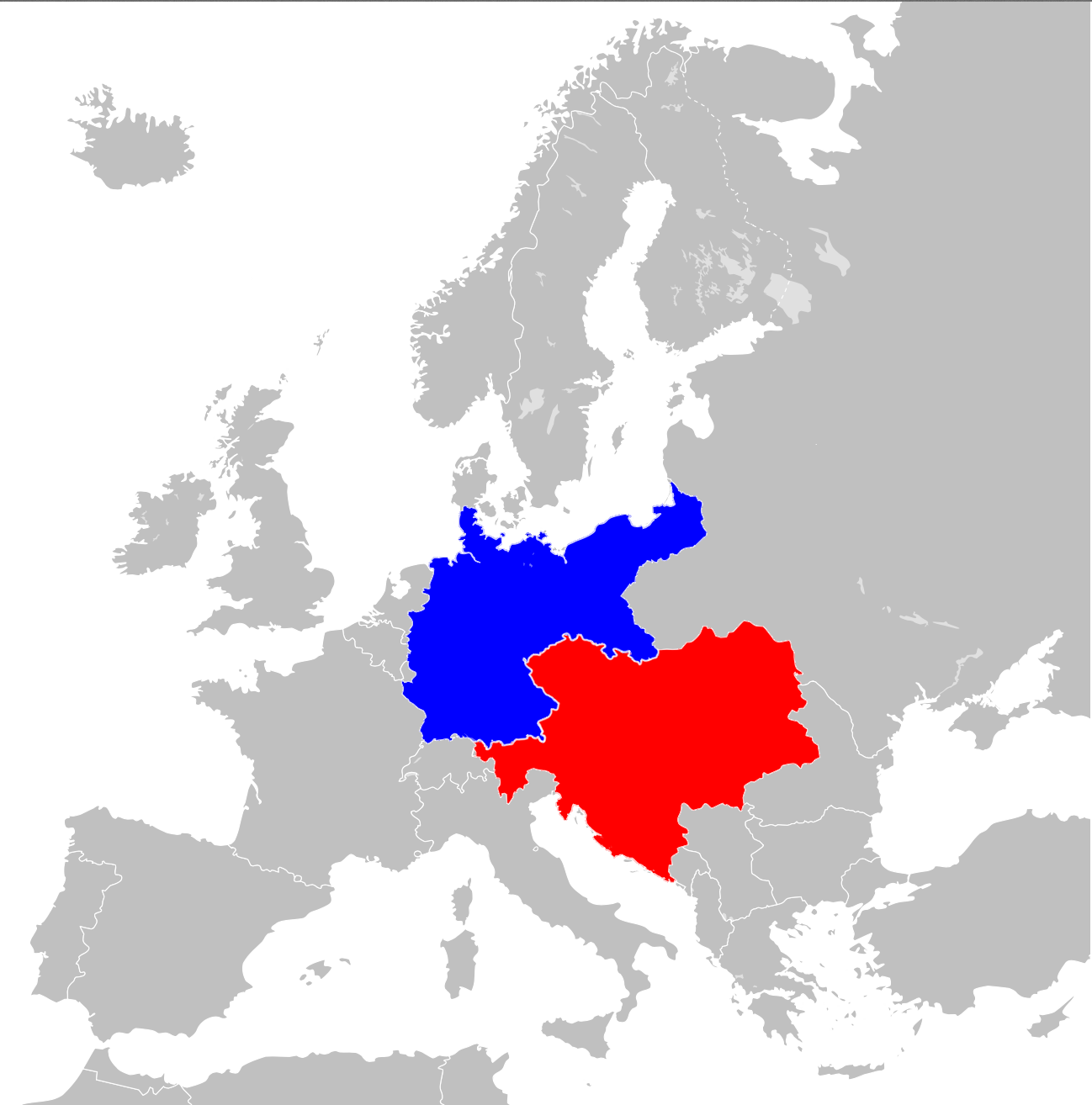
L'Allemagne et l'Autriche-Hongrie en 1914.

La Duplice est un accord scellé par traité, le 7 octobre 1879, entre les empires allemand et austro-hongrois.
Par ce traité, les parties s'obligent à une assistance mutuelle en cas d'agression venant de la Russie. De plus, les États se garantissent une neutralité réciproque en cas d'agression venant d'un autre pays européen (sous-entendu la France, en particulier à partir de 1894, date de l'alliance franco-russe).
Cet accord a été rendu public par Bismarck le 3 février 1888.

## Postérité
À partir de 1882 et jusqu'à 1914, l'Empire allemand, la Double monarchie austro-hongroise et le royaume d'Italie s'allient pour former la Triplice (ou Triple-Alliance).